# Heppenheim genannt vom Saal (Adelsgeschlecht)

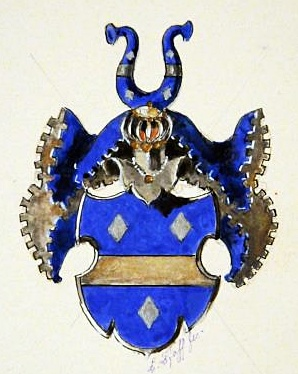
Wappen der pfälzisch-rheinhessischen Adelsfamilie Heppenheim genannt vom Saal

Die Herren von Heppenheim genannt vom Saal waren ein adeliges Geschlecht, das aus dem heutigen Gau-Heppenheim stammte und dort eine Burg besaß. Die Familie zählt zum Uradel in der Region Rheinhessen  und der Pfalz.

## Familiengeschichte
Das Geschlecht hat seine Anfänge im frühen 11. Jahrhundert und leitet seinen Namen von dem Dorf Gau-Heppenheim (früher Heppenheim im Loch) ab, das sein Familienwappen auch als Teil des Ortswappens annahm. Erster namentlich überlieferter Namensträger war Werner von Heppenheim († 1019).
Ursprünglich trugen sie nur den Namen „von Heppenheim“. Seit dem 14. Jahrhundert besaßen sie den am Alzeyer Obermarkt gelegenen, nicht mehr existenten „Saalhof“, als kurpfälzisches Lehen und nannten sich nach diesem wichtigen Gebäude der Stadt „vom Saal“. Ab dieser Zeit bezeichnete sich die Familie als „von Heppenheim genannt vom Saal“ und ihre Vertreter erscheinen vielfach im kirchlichen und weltlichen Bereich Südwestdeutschlands. 
Folgende Familienmitglieder waren Stadtschultheißen von Alzey: Endres von Heppenheim, Ritter 1363, Endres von Heppenheim genannt vom Sale 1429, dessen Sohn Anthis von Heppenheim 1470, Hermann von Heppenheim genannt Sale 1528.
Mit den Brüdern Johann von Heppenheim genannt vom Saal, Domdekan in Mainz, sowie Kanzler der Universität Heidelberg († 1672) und Georg Anton von Heppenheim genannt vom Saal, fürstbischöflich würzburgischer Offizier und Amtmann († 1684), starb das Adelshaus im Mannesstamm aus. Beide hatten keine Nachkommen. 

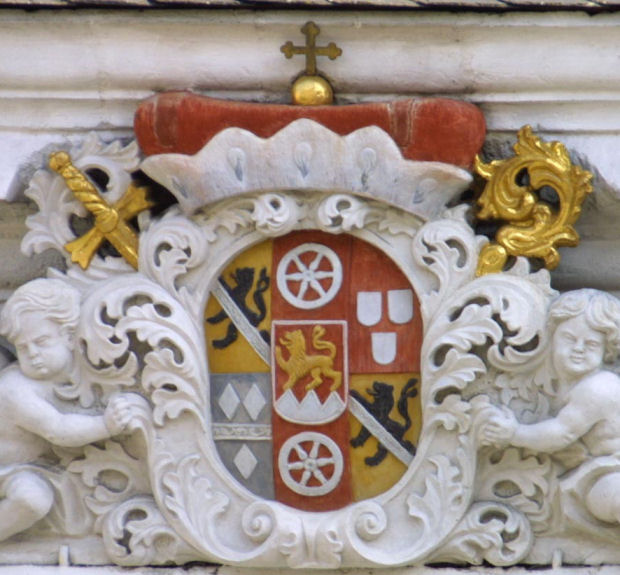
Wappen des Kurfürsten Lothar Franz von Schönborn. Rechts unten (heraldisch) das blaue Rautenwappen der Heppenheim genannt vom Saal

Ihre Großtante Anna von Heppenheim genannt vom Saal hatte Philipp Erwein von der Leyen († 1593) geheiratet; deren Tochter Maria Barbara von der Leyen († 1631) ehelichte Georg von Schönborn († 1613). Letztere sind die Eltern des Mainzer Kurfürsten Johann Philipp von Schönborn, die Großeltern von Kurfürst Lothar Franz von Schönborn, sowie die Urgroßeltern der vier Fürstbischöfe Johann Philipp Franz von Schönborn (Würzburg), Friedrich Karl von Schönborn (Würzburg und Bamberg), Franz Georg von Schönborn (Trier und Worms) bzw. Damian Hugo Philipp von Schönborn-Buchheim (Speyer). Durch sie ging das Wappen der Heppenheim genannt vom Saal in das Schönbornsche Familienwappen über und ziert deshalb auch die vielen von diesen Bischöfen gebauten Kirchen und Schlösser.
Der Stammsitz in Gau-Heppenheim wurde 1766 durch einen Blitzeinschlag zerstört. Von diesem Schloss existiert vor Ort noch ein schöner Wappenstein mit Allianzwappen des Gottfried von Heppenheim genannt vom Saal und seiner Gattin Agatha Lerch von Dirmstein (Schwester des Caspar IV. Lerch), den Eltern der zwei letzten männlichen Familienmitglieder.
Domdekan Johann von Heppenheim genannt vom Saal und sein Großcousin Kurfürst Johann Philipp von Schönborn waren 1660 die Gründer des katholischen Priesterseminars Mainz.
Im Wormser Dom befindet sich ein künstlerisch wertvolles Epitaph des Domherrn Eberhard von Heppenheim genannt vom Saal († 1559), mit seiner knienden Vollfigur.

## Wappen
Das Familienwappen ist in Blau ein silberner Balken, begleitet von 3 silbernen Rauten.

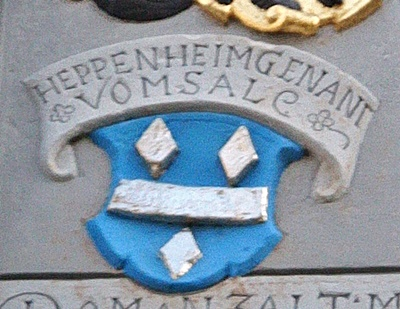
Ahnenwappen „Heppenheim vom Saal“, Freinsheim, Nagelscher Hof, Hauptstr. 27
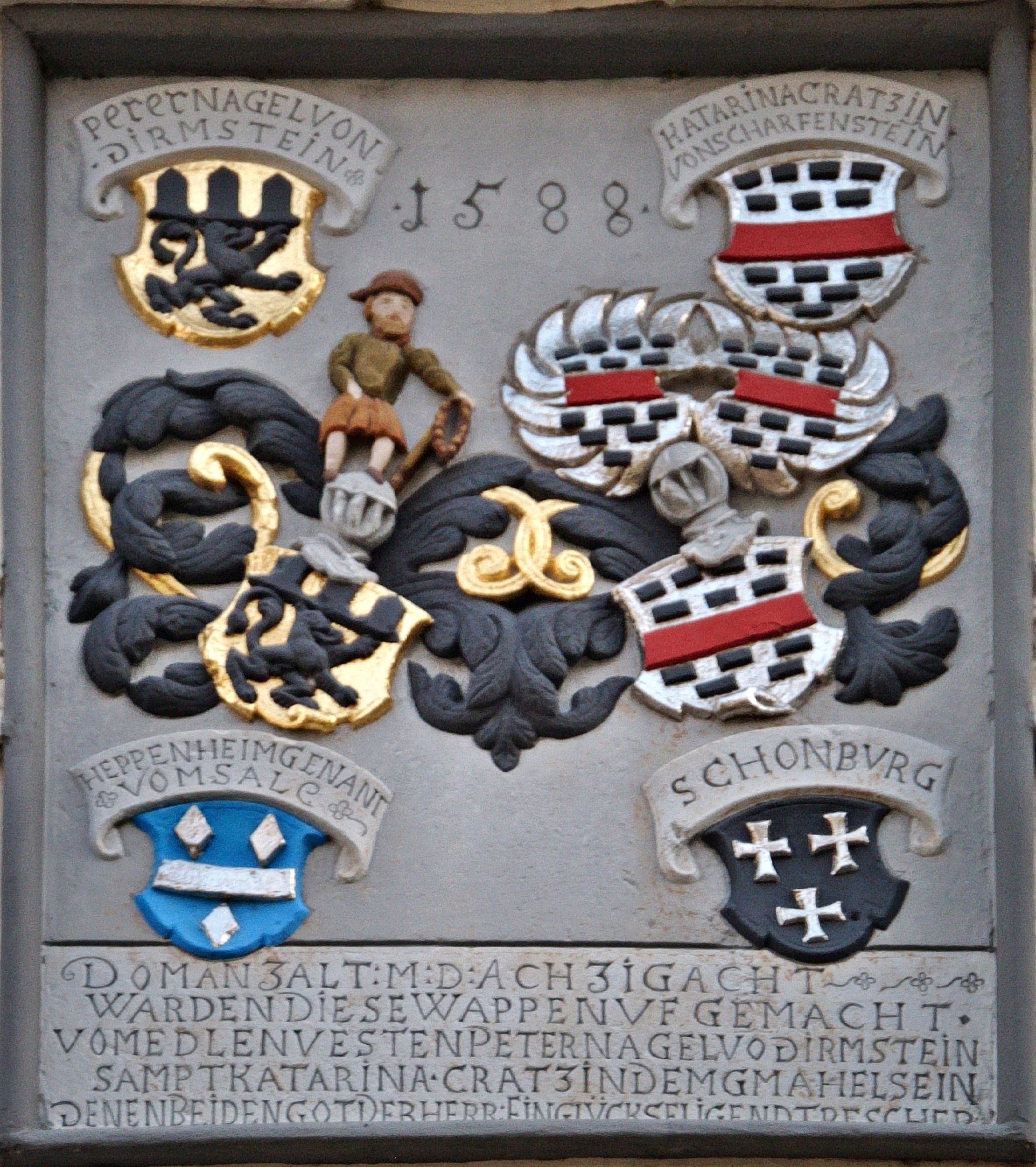
Freinsheim, Nagelscher Hof, kompletter Wappenstein mit Ahnenwappen „Heppenheim vom Saal“, 1588
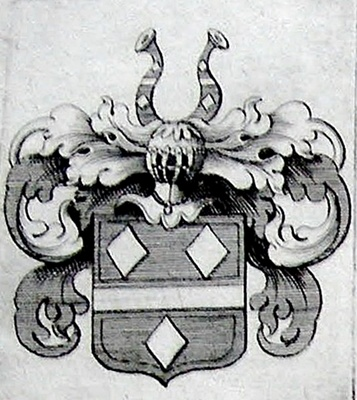
Wappen der Heppenheim genannt vom Saal
Ortswappen Gau-Heppenheim; eine Hälfte bildet das Familienwappen der Herren von Heppenheim genannt vom Saal

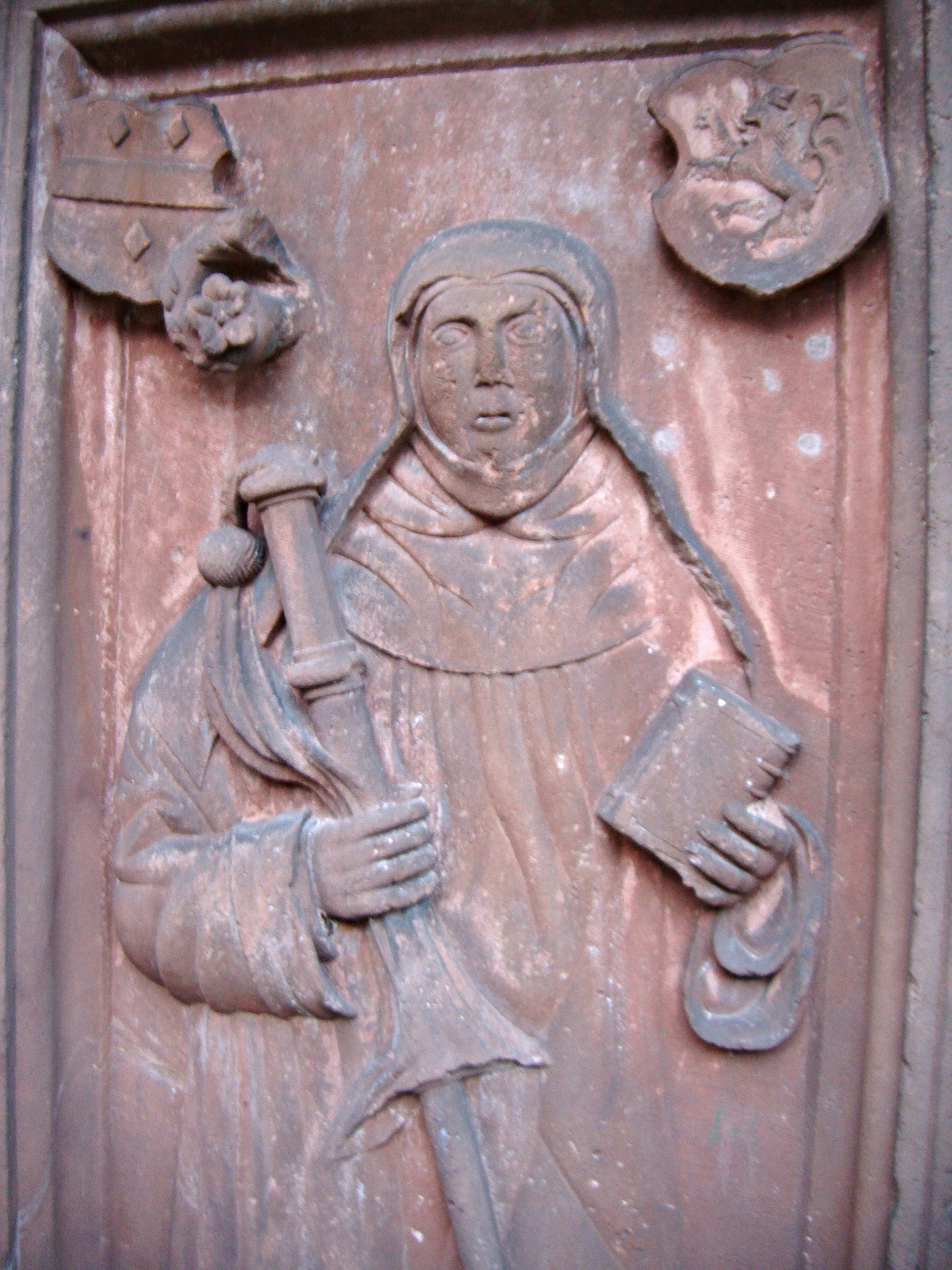
Barbara von Heppenheim genannt vom Saal, Zisterzienser-Äbtissin in Rosenthal

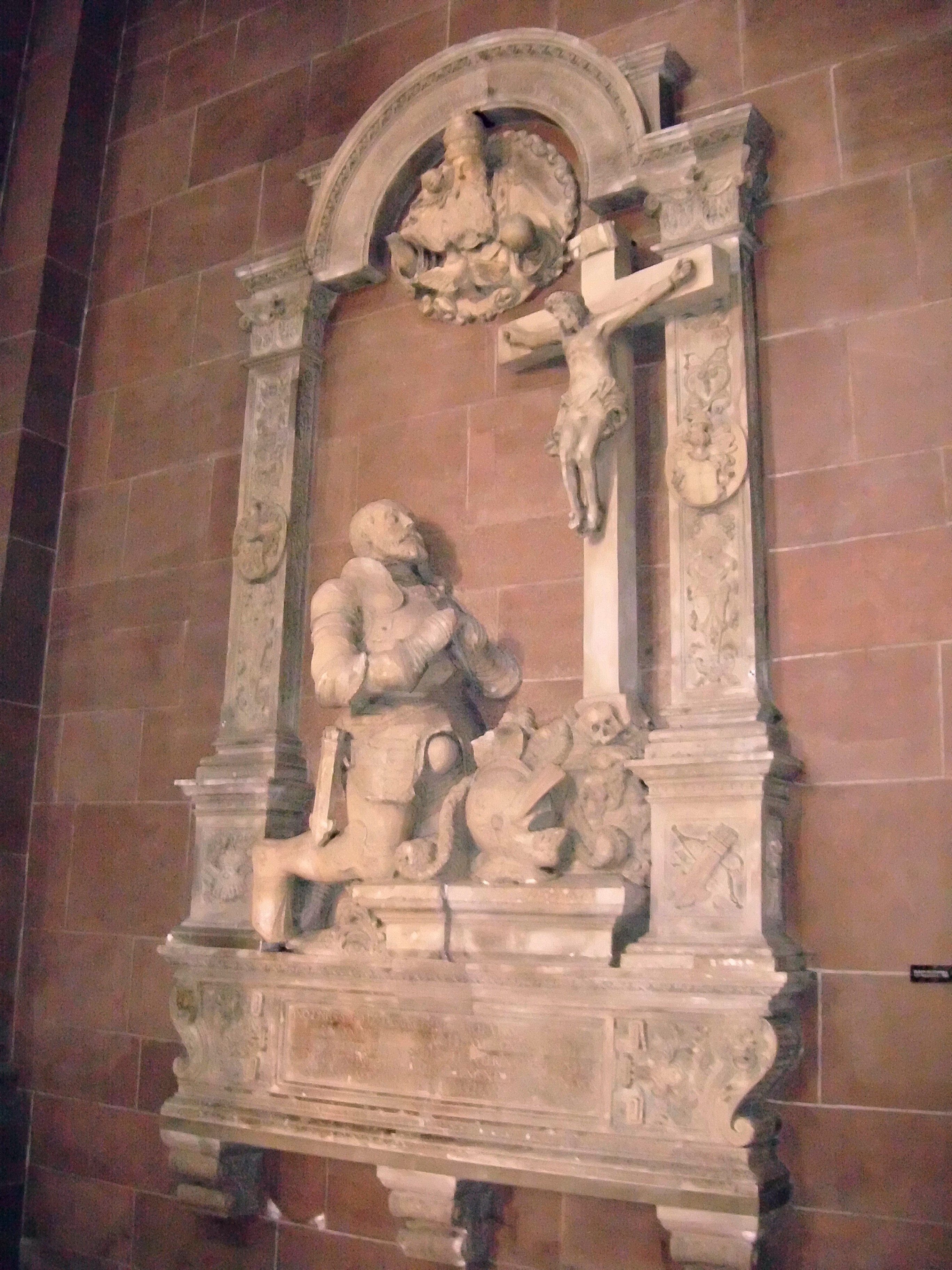
Grabmal des Domherrn Eberhard von Heppenheim genannt vom Saal († 1559), im Wormser Dom

## Persönlichkeiten
- Johannes von Heppenheim genannt vom Saal († 1555); Domdekan in Speyer
- Barbara von Heppenheim genannt vom Saal († 1567); Äbtissin des Zisterzienserinnenklosters Rosenthal (Pfalz).
- Johann von Heppenheim genannt vom Saal (1609–1672); Domdekan in Mainz, sowie Kanzler der Universität Heidelberg